# ケクレン
ケクレン（kekulene）は、多環芳香族炭化水素の一つ。化学式がC48H24であらわされるサーキュレンである。1978年に初めて合成され、ベンゼン分子の構造を解明したアウグスト・ケクレの功績を称え名付けられた。
構造の対称性が高く非常に安定なため融点が高く、ほとんどの有機溶媒に溶けない。NMR測定の際も、1,3,5-トリクロロベンゼン-d3の215℃溶液を5万回積算してようやく分析結果が出たという逸話がある。
ケクレンの共鳴構造については6つのベンゼン環が連結したClar型、18π系の内側の環と30π系の外側の環からなるKekule型の二つが考えられていたが、上記の測定によりClar型であることが判明した。
2012年には7角形の多環芳香族炭化水素が合成され、ラテン語の7（septimus）とケクレンから、セプチュレン（septulene）と命名された。NMR測定により、セプチュレンもケクレン同様にClar構造をとることが判明している。